# Klaus Müller (Autor)
Klaus Müller (* 1. Februar 1941 in Dresden) ist ein deutscher Autor. Bekannt wurde Müller durch seine Flucht aus der DDR mit einem Segelboot von der Insel Hiddensee im Jahr 1988, von der er nach acht Monaten freiwillig in die DDR zurückgekehrt war. Friedrich Christian Delius verarbeitete die Geschichte bereits 1995 zu seinem Buch Der Spaziergang von Rostock nach Syrakus, Müller veröffentlichte den Inhalt autobiografisch 2014.

## Leben
Müller wurde in Dresden geboren und überlebte dort die Luftangriffe auf Dresden im Februar 1945. Er lernte Schlosser und Kellner, später arbeitete er in wechselnden Berufen. Er arbeitete in Rostock und Dresden, wo er unter anderem als Kellner tätig war.
Müller war begeisterter Hobbysegler. Zugleich war er seit langem schon sehr von Italien fasziniert, nicht zuletzt durch Johann Gottfried Seumes Reisebericht Der Spaziergang nach Syrakus. Da eine legale Besuchsreise aus der DDR nicht möglich war, reifte in mehreren Jahren die Idee, mit einem Boot von Hiddensee aus über die Ostsee zu flüchten. Müller arbeitete in den 1980er Jahren wiederholt als Saisonkraft auf Hiddensee. In der Nacht vom 7. zum 8. Juni 1988 gelang ihm die Flucht mit einem Segelboot von Neuendorf auf Hiddensee nach Gedser in Dänemark.
In den folgenden Monaten bereiste Müller die Bundesrepublik, Österreich und Italien. 
Er hatte aber nach eigenen Angaben stets vor, in die DDR zurückzukehren. Im Oktober 1988 reiste er daher wieder in die DDR ein und wurde nach dreiwöchiger Unterbringung im Wiederaufnahmelager Röntgental nur zu einer Geldstrafe verurteilt.
Friedrich Christian Delius verarbeitete Müllers Reise 1995 zu seinem Buch Der Spaziergang von Rostock nach Syrakus.
Nach der Wende in der DDR war Klaus Müller in verschiedenen kulturhistorischen Projekten tätig. 2002 ging er in Frührente. Seitdem war er als Autor tätig und veröffentlichte vor allem Bücher zur Seefahrtsgeschichte und autobiographische Schriften.

## Werke (Auswahl)
Klaus Müller in der Deutschen Nationalbibliothek als Autor, als Mitautor

### Als Autor
- Gedanken und Bilder von einer Seereise nach Chile via Magellan-Straße im beginnenden III. Jahrtausend: Hommage an den modernen Seemann. Ingo-Koch-Verlag, Rostock 2006, ISBN 3-938686-50-2.
- Gedanken und Bilder einer Frachtschiffreise | Nach Chile via Magellan-Strasse im beginnenden dritten Jahrtausend: Hommage an den modernen Seemann. BuchHandelsGesellschaft, Allstedt 2022, Neuauflage des Buches aus 2006, ISBN 978-3-946696-56-8
- William Dampier. Freibeuter und Hydrograph. Eine bewegte Lebensgeschichte im historischen Kontext des Zeitalters der Frühaufklärung und der Schaffung der Basis des britischen Empires. Ingo-Koch-Verlag, Rostock 2012, ISBN 978-3-86436-024-4.
- Der Vorstoß der russischen Flotte in den Griechischen Archipel 1769 bis 1775: das erste russische Hochseeunternehmen. Ingo-Koch-Verlag, Rostock 2013, ISBN 978-3-86436-065-7.
- Gehen, um zu bleiben: aus der DDR nach Italien – und zurück. Mitteldeutscher Verlag, Halle 2014, als Taschenbuch ISBN 978-3-95462-317-4, als E-Book ISBN 978-3-95462-382-2; ISBN 3-95462-382-X.
- Stiefelschritt und süßes Leben. Mitteldeutscher Verlag, Halle 2016, ISBN 978-3-95462-317-4.

### Als Mitautor
- Frühe Seereisen in die „Kap-Hoorn-Region“. Ein Beitrag zur maritimen Entdeckungsgeschichte. Ingo-Koch-Verlag, Rostock 2002, ISBN 3-935319-73-8.

### Über Klaus Müller
- Friedrich Christian Delius: Der Spaziergang von Rostock nach Syrakus. Erzählung. 1. Auflage. Rowohlt, Reinbek bei Hamburg 1995, ISBN 3-498-01302-5.